# Max-Planck-Gymnasium (Berlin)
Das Max-Planck-Gymnasium ist ein Gymnasium im Berliner Ortsteil Mitte.

## Geschichte
1947 wandte sich die damalige Oberschule an Max Planck mit der Bitte, seinen Namen tragen zu dürfen. Am 11. März 1947 erklärte Planck in einem Brief, dass er sich geehrt fühle und stimmte der Namensgebung zu. Das Max-Planck-Gymnasium in Berlin ist damit die einzige Schule, der Max Planck persönlich gestattete, seinen Namen zu führen.
Das unter Denkmalschutz stehende Schulgebäude wurde 1951–1953 nach Entwürfen der Architekten Gerhard Eichler und Ludolf von Walthausen gebaut, wobei Reste der 1885 errichteten und größtenteils im Zweiten Weltkrieg zerstörten Bauten des Margareten-Lyzeums, der 155./156. Gemeindedoppelschule, der städtischen Taubstummenschule und der Höheren Webschule wiederverwendet wurden.
2007 wurde das Max-Planck-Gymnasium mit dem Charles-Darwin-Gymnasium zusammengelegt, dessen Schulgebäude an der Krausenstraße 2013 abgerissen wurde.
Seit 2018 ist das Gymnasium eine anerkannte UNESCO-Projektschule und trägt seit mehreren Jahren den Titel „Schule ohne Rassismus – Schule mit Courage“.

## Profil
Beim Max-Planck-Gymnasium handelt es sich um eine teilgebundene Ganztagsschule, dies bedeutet, dass Schülerinnen und Schüler der 7. und 8. Klassen an zwei Tagen die Woche aus vielfältigen Nachmittagsangeboten auswählen können und verpflichtet sind, an diesen teilzunehmen.
Die Schule verfügt über Fachräume, die in den verschiedenen Häusern zu finden sind (Haus A: Sprachen; Haus B: Kunst und Gesellschaftswissenschaften; Haus C: Geografie; Haus D: Naturwissenschaften, Mathematik und Musik). Das Haus M steht den Lernenden und Lehrenden ebenfalls zur Verfügung und wird größtenteils für den Willkommensunterricht, die Studienorientierung und die SV-Arbeit genutzt. Des Weiteren ist die Schule technisch mit zwei Computerräumen, iPads und WLAN ausgestattet.
Der Unterricht findet in der Regel in Blöcken à 90 Minuten statt. Zwischen den Blöcken liegen 20-minütige Pausen. Ein warmes Mittagessen kann in der großen 50-minütigen Pause eingenommen werden, die nach zwei Blöcken stattfindet.